# Ballad of Heroes
Ballad of Heroes, op. 14, per a tenor (soprano), cor i orquestra fou composta per Benjamin Britten el 1939 sobre un text de W. H. Auden i Randall Swingler. Va ser estrenada el 5 d'abril de 1939 al Queen's Hall de Londres per al Festival of Music For The People, on va ser dirigida pel compositor Constant Lambert amb l'Orquestra Simfònica de Londres. Dura uns 18 minuts i el va dedicar a Montagu Slater i la seva muller Enid.

## Seccions
1. Funeral march (Randall Swingler)
2. Scherzo – Dance of Death (W.H. Auden)
3. Recitative and Choral (Randall Swingler i W.H. Auden)